# Langendorf (Elsteraue)
Langendorf is een plaats in de Duitse gemeente Elsteraue, deelstaat Saksen-Anhalt, en telt 848 inwoners (1993).